# Nederlands Contactcentrum voor Science Fiction
Het Nederlands Contactcentrum voor Science Fiction (NCSF) is een vereniging voor liefhebbers van sciencefiction, fantasy en horror.
De vereniging geeft twee kwartaalbladen uit: Holland-SF met artikelen en Wonderwaan met verhalen. De vereniging ondersteunt de organisatie van conventies en leden komen regelmatig samen in sf-cafés.
De vereniging reikt verder jaarlijks een prijs uit voor het beste Nederlandstalige sciencefictionverhaal.
| Editie | Winnaar           |
| ------ | ----------------- |
| 2008   | Anne Witberg      |
| 2009   | Django Mathijsen  |
| 2011   | Patrick Brannigan |